# Michel Théron
Pour les articles homonymes, voir Théron.
Michel Théron, né en 1945, est un pédagogue, écrivain et essayiste français.

## Biographie
En 1968, Michel Théron est reçu au concours de l'agrégation de lettres. Il enseigne la littérature et le latin  en tant que professeur de chaire supérieure en khâgne et hypokhâgne au lycée Joffre à Montpellier. Il obtient, en 1982, un doctorat de troisième cycle en littérature française à l'université Paul-Valéry de cette même ville avec un thèse intitulée Le Sentiment du tragique dans le roman naturaliste français (1857-1895) : contribution à une anthropologie historique. Il prépare les candidats à Sciences Po à l'épreuve de culture générale et publie plusieurs ouvrages sur le langage, le style, la rhétorique et la sémiotique ; thèmes en partie réunis en 2004 dans sa conférence : « l’écriture entre amnésie et mémoire ». Il prend sa retraite durant l'année 2005.
Depuis 2007, il rédige des chroniques pour l'hebdomadaire d'inspiration chrétienne : Golias Hebdo et Golias Magazine.
Auprès de la radio associative montpelliéraine « FM-Plus », il collabore régulièrement, depuis le 29 mai 2014, à plusieurs émissions radiophoniques : « des mots pour le dire », « au détour d’un mot » et « mots de la culture »,,. La thématique choisie concerne la littérature, la linguistique et la philosophie. Il traite un mot et explore tous ses sens, et contre-sens, son histoire et ses univers. Il élabore une analyse sémantique et linguistique sur l'origine du mot, ses usages passés et contemporains.
Michel Théron organise également des rencontres, des séminaires et des conférences sur l’écriture et la stylistique, mais aussi la religion chrétienne et la spiritualité, la culture générale, l'art et l'esthétique. Photographe en argentique et numérique, il  illustre plusieurs de ses ouvrages de ses réalisations et transmet également ses connaissances en montage vidéo.

## Réflexions
Pour Michel Théron, qui n’est ni théologien, ni historien mais professeur de littérature, Dieu est présence intérieure. Il est vain de chercher en dehors de soi des preuves rationnelles de son existence, ni d’attendre une quelconque révélation. Dans La Source intérieure (2005), il « invite le lecteur à renouer avec la vérité profonde et essentielle qui est en lui et à vivre la religion comme un recueillement en soi ».
Dans Les Deux Visages de Dieu (2001), il se livre à une lecture agnostique du Credo de la foi chrétienne. Il remet en cause son unité, y voyant deux textes très différents, qui sont parfois en opposition sur le fond : le symbole des apôtres (le petit Credo), dit en français, et le symbole de Nicée-Constantinople, dit en latin. Selon lui, chaque texte incarne une posture mentale et existentielle propre. Si les deux postures peuvent être réunies en tout être, l'une finit par prévaloir sur l'autre en fonction de la psychologie de chacun. Selon la géographie, la culture, ces différences donnent lieu à « des christianismes ».

## Publications
(Liste non exhaustive, classée par ordre croissant d'années d'édition. Seuls sont présents les ouvrages issus de dépôts à la BnF et/ou Sudoc).

### Ouvrages didactiques, manuels scolaires ou universitaires
- Beaudonnet : traces et fragments d'un langage peint  (préf. André Chastel) (Beaux-arts), Montpellier, Graphium, 1986, br, couv. ill., 160, 17 × 24 cm (BNF 34909143, présentation en ligne)
- Une Initiation à l'art : Malraux et l'image, vol. 2, Montpellier / Paris, CRDP / Ellipses (réimpr. 1993) (1re éd. 1987), br, 17 f. de pl., XV f. dépl. de pl. ; 183, 30 cm (ISBN 2866268199 et 2729843094, BNF 37700864, présentation en ligne)
- Rhétorique de l'image : l'exemple de la photographie  (Précédemment paru sous le titre : Esquisse d'une théorie de l'image), Montpellier, CRDP, 1990, 2e éd., br, ill. ; 234, 24 cm (ISBN 2866268865, OCLC 462148952, BNF 35084257, SUDOC 00163142X, présentation en ligne)
- Comprendre la culture générale, -Paris, Éditions Ellipses, 1991, br, couv. ill. ; 336, 19 cm (ISBN 2729891862, OCLC 25526306, SUDOC 003176576, présentation en ligne)
- Réussir le Commentaire stylistique, Paris, Ellipses, 1992, br, couv. ill. ; 256, 19 cm (ISBN 2729892966, OCLC 27799827, BNF 35569106, SUDOC 002871947, présentation en ligne)
- Le style par l'image, Montpellier, CRDP Languedoc-Roussillon, 1993, br, ill., couv. ill. ; 181, 24 cm (ISBN 2866268237, OCLC 463736903, BNF 35580532, SUDOC 002921405, présentation en ligne)
- 99 réponses sur les procédés de style, Montpellier, CRDP du Languedoc-Roussillon, coll. « 99 réponses sur… », 1993, br, 99, 19 cm (ISBN 2866260147, OCLC 464985510, BNF 35687514, SUDOC 010552596, présentation en ligne)
- Laquelle est la vraie ?, Montpellier / Paris, CDRP / BoD (réimpr. 2018) (1re éd. 1997), br, couv. ill. ; 292, 19 cm (ISBN 286626939X et 9782322119943, OCLC 465685730, BNF 45505092, SUDOC 004203356, [PDF] présentation en ligne, lire en ligne)
- Des mots pour le dire - L'actualité au fil des jours  (Recueil de chroniques publiées dans Golias Hebdo de décembre 2008 à janvier 2011), Villeurbanne, Golias, 2011, br, couv. ill. en coul. ; 223, 21 cm (ISBN 2354721285 et 9782354721282, présentation en ligne)
- La stylistique expliquée : la littérature et ses enjeux, Paris, BoD (réimpr. 2018) (1re éd. 2017), br, 226, 22 cm (ISBN 9782322081363, OCLC 1102398476, BNF 45339998, SUDOC 236036823, présentation en ligne, lire en ligne)
- Éternels instants  (Tome 1 et 2), vol. 2 (Photographies et Poèmes), Paris, BoD, 2019, br, couv. ill. ; 100p. et 100, 19 × 12 cm (ISBN 9782322133673 et 9782322171361, présentation en ligne, lire en ligne)
- Le Kitsch, Paris, BoD, 2020, br, 136, 19 cm (ISBN 9782322237616, présentation en ligne)
- L'Art du peu - Haïkus, BoD 2020, br. 108 p.19 cm,  (ISBN 9782322252121), lien externe

### Ouvrages religieux ou philosophiques
- Les deux visages de Dieu : une lecture agnostique du Credo, Paris, Le Grand Livre du mois / Albin Michel, coll. « Spiritualités », 2001, br, 279, 24 cm (ISBN 2226126856, OCLC 301661244, BNF 37719759, SUDOC 059287926, présentation en ligne)[13],[14],[15]
- Petit lexique des hérésies chrétiennes,  (édition en italien : Piccola enciclopedia delle eresie cristiane, Il Nuovo Melangolo, 2006, 293 p.), Paris, Le Grand Livre du mois / Éditions Albin Michel, 2005, br, 401, 21 cm (ISBN 2286009996 et 2226159029, OCLC 300984202, BNF 40042158, SUDOC 087422484, présentation en ligne)[16]
- Théologie buissonnière  (préf. André Gounelle), t. 1 (Dictionnaire), Villeurbanne / Paris, Ed. Golias / BoD (réimpr. 2017) (1re éd. 2007), br, couv. ill. en coul. ; 389, 22 cm (ISBN 2914475969 et 9782322084968, OCLC 421848580, BNF 45394928, SUDOC 120109077, présentation en ligne)
- Théologie buissonnière  (préf. André Gounelle), t. 2 (Dictionnaire), Villeurbanne / Paris, Golias / BoD (réimpr. 2017) (1re éd. 2010), br, couv. ill. en coul. ; 322, 22 cm (ISBN 9782322084982, BNF 45394467, présentation en ligne)
- Une voix nommée Jésus : l'Évangile selon Thomas  (Contient la trad. française de l'Évangile de Thomas), Paris, Éd. Dervy, 2010, br, couv. ill. en coul. ; 331, 19 cm (ISBN 9782844546296, BNF 42279032, présentation en ligne)
- À l'ombre de la Bible : scènes de vie, Villeurbanne, Golias, 2014, br, couv. ill. en coul. ; 87, 14 cm (ISBN 9782354722685, BNF 43824797, présentation en ligne)
- Méandres de l'amour : Éros et Agapè, Paris, Dervy, 2014, br, couv. ill. ; 266, 22 cm (ISBN 9791024200286, OCLC 881027176, BNF 43763538, SUDOC 177371919, présentation en ligne, lire en ligne)[17]
- Propos croisés sur la vie, la Bible, et sur Dieu, Villeurbanne, Golias, 2016, br, couv. ill. en coul. ; 105, 15 cm (ISBN 9782354722418, BNF 45033070, présentation en ligne)
- Sur les chemins de la sagesse, Paris, BoD, 2017, br, couv. ill. en coul. ; 244, 19 cm (ISBN 9782322080823 et 9782322167081, BNF 45332248, présentation en ligne)
- Tels ils marchaient dans les avoines folles : dialogues sur le visible, Paris, BoD, 2017, br, couv. ill. en coul. ; 92, 22 cm (ISBN 9782322082452, BNF 45382379, présentation en ligne, lire en ligne)
- Marges du livre : fictions bibliques, Paris, BoD, 2017, br, couv. ill. en coul. ; 124, 19 cm (ISBN 9782322084517, BNF 45396880, présentation en ligne)
- La source intérieure  (préf. André Gounelle, Nouvelle éd. revue et augmentée), Paris / Villeurbanne, Éditions Le Publieur / Golias (Éditions) / BoD (réimpr. 2008, 2017) (1re éd. 2005), br, 190, 19 cm (ISBN 2754900233 et 9782322101016, BNF 45444788, présentation en ligne)[11]
- Peur de son ombre : la lumière est en nous, Paris, BoD, 2017, br, 184, 19 cm (ISBN 9782322100859, BNF 45442543, présentation en ligne)
- Les mystères du credo : un christianisme pluriel, Paris, BoD, 2018, br, 280, 22 cm (ISBN 9782322118762, BNF 45503622, présentation en ligne)
- Savoir aimer - Entre rêve et réalité, BoD, 2020, br, 304 p., 19 cm,  (ISBN 9782322242214), lien externe